# Chironomus longivalvis
Chironomus longivalvis är en tvåvingeart som beskrevs av Jean-Jacques Kieffer 1910. Chironomus longivalvis ingår i släktet Chironomus och familjen fjädermyggor. Inga underarter finns listade i Catalogue of Life.